# عصفلدين قيليقي
العِصْفَلْدِين القيليقي (باللاتينية: Asphodeline cilicica) نوع نباتي ينتمي إلى جنس العِصْفَلْدِين من الفصيلة الزانثوروية (باللاتينية: Xanthorrhoeaceae).

## الموئل والانتشار
الموئل الأصلي لهذا النوع قيليقية (في تركيا اليوم).